# 乔治敦 (爱德华王子岛省)

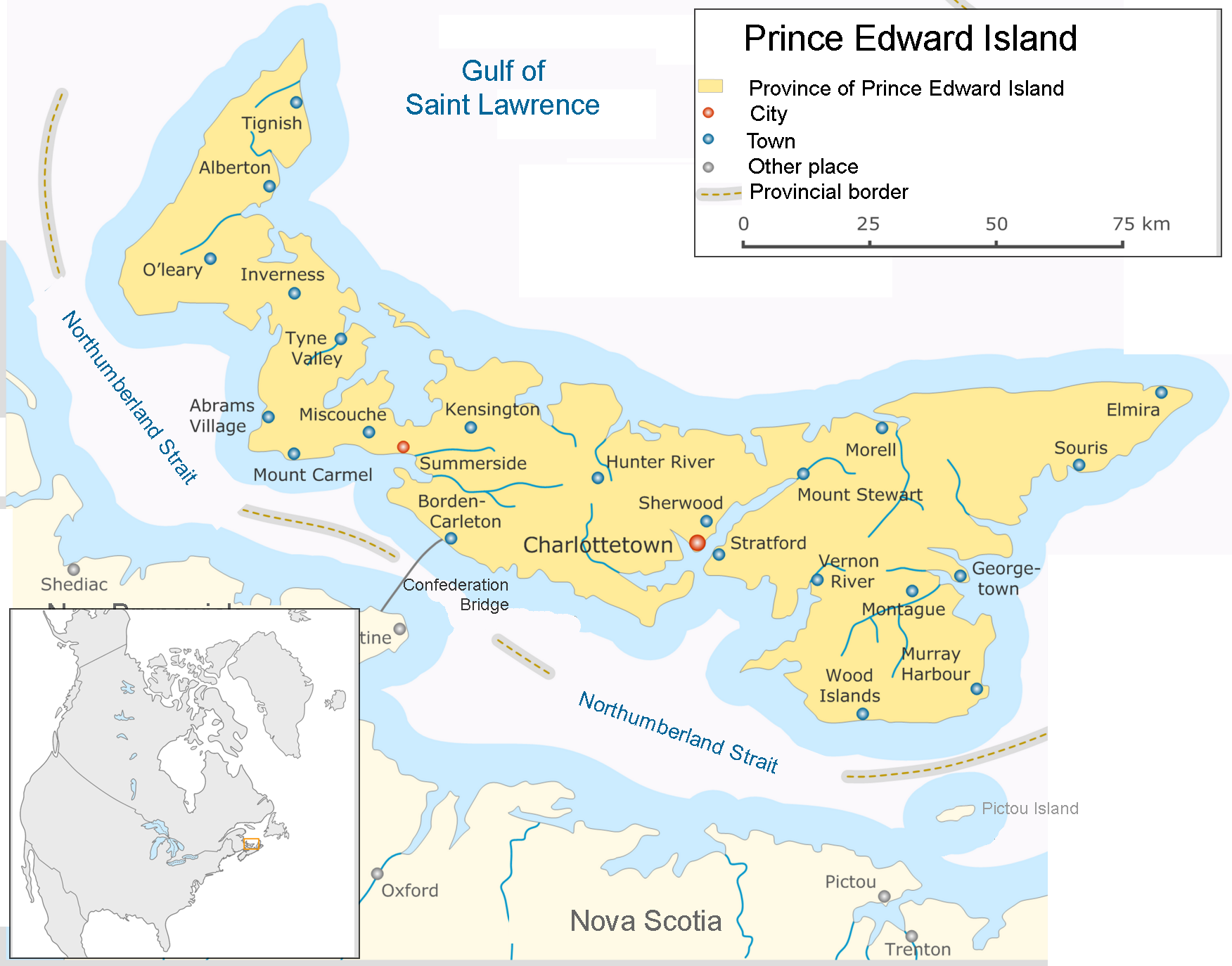
地图

乔治敦是加拿大的一个镇，是爱德华王子岛省金斯县的县治所在地。2006年，该县人口为721人.

## 地理
乔治敦港为一深水自然港，位于该镇南部。

## 历史
乔治敦最早为密克马克人的居住地。